# (42523) Ragazzileonardo
(42523) Ragazzileonardo – planetoida z pasa głównego asteroid okrążająca Słońce w ciągu 3 lat i 164 dni w średniej odległości 2,29 j.a. Została odkryta 6 marca 1994 roku w Pistoia Mountains Astronomical Observatory w San Marcello Pistoiese przez Luciana Tesiego i Gabriele Cattaniego. Nazwa planetoidy pochodzi od stowarzyszenia kulturalnego I Ragazzi della Leonardo, założonego przez absolwentów Technicznego i Przemysłowego Instytutu Leonarda da Vinci we Florencji. Przed nadaniem nazwy planetoida nosiła oznaczenie tymczasowe (42523) 1994 ES.